# Îles Salomon aux Jeux olympiques d'été de 2016
Les Salomon participent aux Jeux olympiques d'été de 2016 à Rio de Janeiro. La délégation est composée de deux coureurs de fond et d'un haltérophile, tous les trois ont obtenu leur qualification sur invitations des fédérations internationales respectives.

## Athlétisme
| Athlète        | Épreuve        | Séries         | Séries | Finale        | Finale        |
| Athlète        | Épreuve        | Résultat       | Rang   | Résultat      | Rang          |
| -------------- | -------------- | -------------- | ------ | ------------- | ------------- |
| Rosefelo Siosi | 5 000 m hommes | 14 min 47 s 76 | 25e    | Non qualifié  | Non qualifié  |
| Sharon Firisua | 5 000 m femmes | 18 min 1 s 62  | 15e    | Non qualifiée | Non qualifiée |

## Haltérophilie
| Athlète         | Compétition   | Arraché  | Arraché | Épaulé-jeté | Épaulé-jeté | Total | Rang |
| Athlète         | Compétition   | Résultat | Rang    | Résultat    | Rang        | Total | Rang |
| --------------- | ------------- | -------- | ------- | ----------- | ----------- | ----- | ---- |
| Jenly Tegu Wini | -58 kg femmes | 84       | 14e     | 104         | 13e         | 188   | 15e  |

Jenly Tegu Wini avait déjà concouru dans la même catégorie aux Jeux olympiques de Londres se classant 17e sur 19
| Athlète         | Compétition | Arraché  | Arraché | Épaulé-jeté | Épaulé-jeté | Total  | Rang |
| Athlète         | Compétition | Résultat | Rang    | Résultat    | Rang        | Total  | Rang |
| --------------- | ----------- | -------- | ------- | ----------- | ----------- | ------ | ---- |
| Jenly Tegu Wini | -58 kg      | 84 kg    | 14      | 104 kg      | 13          | 188 kg | 15   |